# IPod touch
L'iPod touch és un reproductor multimèdia dissenyat i distribuït per Apple, que també pot ser considerat com una consola portàtil, pels seus nombrosos jocs i aplicacions.
Va ser presentat el 5 de setembre de 2007 en l'esdeveniment «The Beat Goes On», en aquest mateix esdeveniment es va donar a conèixer l'ús del «Cover Flow» per als iPods. L'iPod Touch utilitza una memòria flash de 8, 16, 32 o 64 GB (32 des del 5 de febrer de 2008 i 64 des del setembre de 2009) depenent del model. La capacitat del model 8 Go correspon aproximadament a: 1.750 cançons, 10 hores de vídeos, o 10.000 fotos.
Inclou el sistema operatiu iPhone OS, derivat de Mac OS X i igualment utilitzat a l'iPhone, actualment en versió 3.1.3 i igualment disponible a un cost de 3,99 euros o 9,99 dòlars per a tots els iPod touch que tenen un sistema operatiu anterior. Disposa de pantalla multi-tàctil de 3,5 polzades i acceleròmetres. És per això que pot executar les mateixes aplicacions que l'iPhone (excepte les que requereixen l'ús de càmera, GPS o telèfon, incorporats al telèfon d'Apple però no en aquest disposotiu).
L'iPod Touch és la primera generació d'iPods a incloure connexió sense fil per accedir a iTunes Store. A més, estant en gairebé qualsevol Starbucks dels Estats Units, l'iPod té la capacitat de descarregar la cançó que s'estigui reproduint en aquell mateix moment o qualsevol de les 10 últimes cançons reproduïdes a l'establiment. També es pot connectar sense fils via Wi-Fi i navegar a iTunes Store o App Store (que està disponible a partir de la versió 2.0) per descarregar qualsevol cançó durant l'estada al local, o en qualsevol lloc que disposi de connexió sense fils a Internet.
És compatible Wi-Fi per tal de navegar sobre el Web amb Safari, disposa d'un client de missatgeria, i d'un accés a una versió optimitzada de l'iTunes Store. per telecarregar música (els elements telecarregats s'afegeixen automàticament a la biblioteca iTunes en la sincronització amb l'ordinador de l'usuari). Permet igualment visionar vídeos i fotos.
L'iPod Touch destaca pel seu disseny simple i elegant, com la resta de la gamma Apple. L'aparell administra el correu electrònic, així com certes aplicacions. Conserva un disseny molt proper al de l'iPhone. Pot igualment carregar centenars d'aplicacions (gratuïtes o de pagament) via l'App Store, programari desenvolupat per Apple Inc que constitueix de fet una plataforma de telecàrrega d'aplicacions per a l'Ipod touch i l'iPhone.
Des del seu llançament el setembre de 2007 als Estats Units, estava disponible als preus respectius de 299 $, 399 $ i 499 $ per a les versions 8 Go, 16 Go i 32 Go. El seu preu a Europa era de 309 € per a la versió 8 Go i 409 € per a la versió 16 Go. Aquest preu es va rebaixar a 229 € per a la versió 8 Go, 360,99 € per a la seva versió 16 Go i 469 € en 32 Go. A començaments del 2008, aquests preus es van baixar fins a 229 € per a la versió 8 Go, 289 € per a la versió 16 Go i 389 € per a la versió 32 Go. El 2009, els preus han estat reduïts a 199 € per a la versió 8 Go, 289 € per a la versió 32 Go i 379 € per a la versió 64 Go (la versió 16 Go es va abandonar).
El nou iPod touch 3G ha estat llançat el 9 de setembre de 2009 per Apple en la seva keynote. No implica cap gran novetat: només el processador ha estat canviat per millorar-ne les prestacions prop d'un 50% i permetre així la integració d'OpenGL ES en versió 2.0; només els models 32 Go i 64 Go en són equipats.

## Wi-Fi
L'iPod touch està equipat amb un Wi-Fi 802.11 b/g, i igual com l'iPhone té una versió per a dispositius mòbils del Safari. També es poden veure vídeos de YouTube. El Wi-Fi pot ser utilitzat per descarregar música d'iTunes Store i aplicacions d'App Store

## Disponibilitat
L'iPod va ser distribuït a les botigues d'Apple dels Estats Units durant el mes de setembre de 2007. Es van fer comandes a la botiga online d'Apple des de diversos països i els lliuraments van començar a tot el món el 28 de setembre del 2007, però per a anglesos i nord-americans les seves comandes van començar a lliurar-se a partir del 18 de setembre de 2007. Les comandes d'Austràlia van començar a lliurar-se des del 22 de setembre de 2007.
La data de lliurament de l'iPod touch a França es va retardar fins al 15 d'octubre de 2007; Apple no va donar explicació sobre això.

## Característiques
Característiques tècniques
- Pantalla: 3,5 polzades o 8,89 cm (diagonal visible), o sigui 480 x 320 píxels, per a una definició de 163 punts per polzada
- Processador Arm a 620 MHz
- Memòria RAM: 128 Mb
- Memòria: 8 Go, 16 Go, 32 Go o 64 Go
- Interfície: USB2, Wi-Fi (802.11b/g), Port per a una presa Commutador universal
- Versions actuals: 1.1.5 (gratuïta) / 2.2.1 (7,99 €, gratuïta per als 2G i per als posseïdors de la posada al dia 2.0 o ulteriors)/ 3.0 (7,99 €) / 3.1.2 (3,99 €)
- Autonomia: 36 h en música i 6 h en vídeo, 22 h hores en àudio i 5 hores en vídeo a l'antiga generació 1
- Wi-Fi (802.11b/g) (WEP, WPA i WPA2)
- Bluetooth: 2.1+EDR (Disponible per a la 2a generació, parametritzable des del 17 de juny de 2009)
- Formats àudio carregats: AAC, MP3, Apple Lossless, WAVE, AIFF
- Formats vídeo carregats: H.264 (640 x 480 píxels), MPEG4 (640 x 480 píxels)
- Pes: 115 grams
- No pot actualment ser reconegut com a disc dur per a Windows ni per Mac OS X, per oposar-se a la pirateria. L'única solució per posar música o vídeos és utilitzar iTunes. Tanmateix, és possible accedir al repertori de les imatges gravades (captures de pantalla i imatges recuperades des de Safari), ja que aquest és reconegut en tant que aparell de fotos per Windows, Mac i Linux. A més a més, aplicacions terceres telecarregables a l'App Store permeten a l'iPod touch de transferir dades d'un ordinador a un altre, sobre MacOS X, Windows i (teòricament) Linux.

### Pantalla tàctil multitouch
La seva pantalla de 3,5 polzades (8,89 cm) és dotat d'una resolució de 480 x 320 píxels a raó de 163 píxels per polze, cosa que és una de les més grans densitat de píxels en un producte Apple (la més gran al mes d'octubre de 2007 són 209 píxels per polze, als iPod Nano de 3a generació).
L'iPod touch disposa de la tecnologia de pantalla tàctil anomenada "multitouch" que permet utilitzar diversos dits a la vegada. La seva utilització és senzilla.
- Pinçar per desfer un zoom
- Apartar els dits per fer un zoom
- Fer clic sobre la part del text de la pantalla que es desitja veure més gran (una lupa apareix i s'hi pot veure més gran)

Inclou igualment un acceleròmetre. En mode Música, una senzilla rotació permet fer aparèixer el CoverFlow que anuncia les cobertes del CD. En Photos, una rotació de l'aparell fa girar la foto. A Safari, l'acceleròmetre permet fer girar la pàgina web.
Tanmateix, aquest acceleròmetre no es limita a aquests moviments. Pot captar de forma precisa i en temps real els moviments de l'aparell, cosa important en el desenvolupament d'aplicacions terceres. Així, en mode paisatge, l'usuari el pot per exemple utilitzar a la manera d'un volant de cotxe per a jocs de carreres.

### Programari

#### Sistema Operatiu
L'iPod touch, a semblança de totes les versions de l'iPhone, funciona amb l'iPhone OS, una declinació mòbil de Mac OS.
Publicat per Apple Inc el 29 de març de 2007, la posada al dia 2.0 d'iPhone OS costava 7,99 € per als iPod touch, i proposava les noves funcionalitats següents:
- Noves aplicacions: L'App Store i per a aquells que no havien comprat la posada al dia de gener: Notes, Borsa, Plans i Correu.
- Modificació dels ajusts on es poden fer els ajusts de les aplicacions afegides.
- La creació de comptes de correu és facilitada.
- La calculadora es converteix, en mode «panoràmica», en una calculadora científica.
- És d'ara endavant possible gravar imatges sobre Safari pressionant molt de temps sobre aquestes.
- Pressionant ràpidament sobre el botó Acollida i el botó Power, s'efectua una captura de pantalla.
- En els contactes: classificació per alfabet i una opció de cerca.
- Afegir controls parentals.

L'OS va evolucionarcap al 2.1 el 12 de setembre de 2008. Aquesta posada al dia contenia sobretot nombroses correccions d'errors, així com optimitzacions a nivell de les prestacions i de l'autonomia de l'aparell. Aquesta posada al dia és gratuïta per als posseïdors d'iPod Touch en versió 2.0, i costa 7,99 € per als posseïdors de versions anteriors.
El 21 de novembre de 2008 és publicada una nova posada al dia, la 2.2. Implica aquestes funcionalitats diverses:
- La possibilitat de desactivar la correcció ortogràfica automàtica.
- El fet de pitxar el botó Acollida des de qualsevol pantalla porta a la primera pantalla d'acollida.
- El suport de noves llengües.
- La possibilitat de telecarregar podcasts directament sobre l'aparell gràcies a l'aplicació iTunes Store.
- Diverses millores d'ergonomia a nivell de l'App Store, de Correu, i Safari.
- Optimitzacions diverses a nivell de prestacions.

Després, l'última versió, la 3.0, sortida el 17 de juny de 2009, té com a novetats:
- Sèries TV i llibres àudio per Wi-Fi: telecarregables les sèries TV, videoclips i llibres àudio via una connexió Wi-Fi des de l'iTunes Store a iPod Touch.
- Bluetooth estèreo: la música i altres fitxers àudio, sense fil. Associa el seu iPod Touch a aparells Bluetooth compatibles.
- Jocs «peer to peer»: jocs en xarxa
- Teclat en mode paisatge: pivotant iPod Touch en mode paisatge per aprofitar un teclat més espaiós en Correu, Missatges, Notes i Safari.
- Recerca Spotlight: Busca en el conjunt de l'iPod Touch, d'un mateix indret. Spotlight analitza tots els seus contactes, correu electrònic, calendaris i notes, així com la seva música i els seus vídeos.
- Tallar, copiar i enganxar: Fàcilment i ràpidament el text d'una aplicació a l'altre.
- Controls parentals: Control de la música, els vídeos i les aplicacions a les quals els seus fills poden accedir a iPod Touch.
- Connexió Wi-Fi automàtica: Quan es connecta a un punt d'accés Wi-Fi, iPod touch memoritza el seu nom d'usuari i contrasenya per la pròxima vegada.
- Creació de comptes a l'iTunes Store: Crea un o diversos comptes iTunes Store directament des del seu iPod Touch.
- Noves llengües: Permet escullir entre 34 llengües i més de 40 disposicions de teclat.
- Notificacions en mode «Push»: Les seves aplicacions poden rebre informacions - i notificar-li - fins i tot quan no són en curs d'execució.
- Accessoris de jocs tercers: Connecta nous accessoris de joc, per Bluetooth o pel connector iPod Touch de 30 pins.
- Millores de Safari: millora de les prestacions,
- Sincronització de les notes: Pot sincronitzar totes les notes que redacta sobre el seu iPod Touch amb iTunes.
- Shake to Shuffle (barreja de música): permet el seu iPod Touch llegir de manera aleatòria les cançons de la seva col·lecció musical.

#### Wi-Fi
L'iPod Touch, com l'iPhone, suporta els formats 802.11B/g per connectar-se a una xarxa Wi-Fi. Utilitza els protocols WEP, WPA i WPA2. Tanmateix, no inclou el protocol d'autentificació 802.1x que és utilitzat per diverses universitats per donar seguretat a les seves xarxes sense fils.

#### Micròfon i telefonia VoIp
L'iPod Touch és més que un iPod i a menys que un iPhone.
Des de l'u de gener de 2008, l'iPod touch permet en efecte telefonar sobre Internet, des de qualsevol xarxa Wi-Fi desbloquejada gràcies al protocol SIP-VoIP.
Caldrà disposar d'un micro.
Per a la primera generació, no hi ha disponible cap micro pel fabricant, però altres micros funcionen correctament, sobretot els micros Macally iVoiceIII i iVoicePro. Per a la segona generació, diversos auriculars amb micro es venen a la pàgina d'Apple (www.apple.com/fr) gràcies a la nova connexió universal.

#### Geolocalització
L'iPod Touch, a partir de la posada al dia 1.1.4, posseeix l'aplicació Plans, qui integra el servei Google Maps. En l'esdeveniment Apple del 6 de març de 2008, Steve Jobs ha anunciat un sistema de localització d'usuari per a iPod Touch i iPhone.
|                  | per Wifi (limitat) | per GPS (extern) |
| iPod touch (1 g) | sí                 | mòdul extern     |
| iPod touch (2 g) | sí                 | mòdul extern     |
| iPod touch (3 g) | sí                 | mòdul extern     |

Per Wi-Fi: Skyhook Wireless utilitza un sistema anomenat WPS (Wi-Fi Positioning System) utilitzant les adreces MAC dels punts d'accessos sense fils propers per tal de triangular la posició de l'aparell. Skyhook referencia les xarxes WiFi al voltant del món, tanmateix, una part molt restringida del planeta és coberta de moment. Si una fita Wi-Fi autoritza a l'iPod l'accés a Internet, llavors serà possible consultar els plànols i calcular itineraris gràcies a Google Maps.
Per GPS: des de setembre de 2008, mòduls GPS externs estan disponibles per als iPod Touch i l'iPhone de 1a generació. Els planols del món són emmagatzemades en la memòria interna.

#### Hibernació i apagat
Per a la hibernació de l'iPod Touch, n'hi ha prou amb pitjar breument sobre el botó situat sobre l'aparell.
Per a l'apagat de l'aparell, cal pitjar més temps sobre aquest mateix botó, i esperar que l'opció apagar aparegui sobre la pantalla.

## Comparació amb l'iPhone
L'iPod Touch és més fi (8,5 mm) i més lleuger que l'iPhone. Deu la seva finesa a l'absència de micròfon, d'altaveus (present sobre el 2G), d'aparell de fotos digital, de botons físics per al control del volum (presents sobre el 2G) i de GPS si se'l compara amb l'iPhone 3G. El contorn de la pantalla és d'alumini, i no de metall cromat com l'iPhone de 1a generació.
Per al control del volum, l'iPod Touch de 1a generació necessita doble clic sobre el botó menú situat sota la pantalla per tal que aparegui l'opció del volum.
Els únics botons físics de què disposa la 1a generació d'iPod Touch són:
- El botó Acollida situat sota la pantalla tàctil
- El botó d'apagada o hibernació situat a la vora superior dreta

A la 2a generació, iPod Touch ha proveït d'un control del volum sobre el costat esquerre (efecte botó) així com d'un altaveu integrat. L'autonomia de la bateria s'ha millorat igualment. L'iPod touch de 2a generació disposa d'un microxip Bluetooth, però des del 17 de juny i la sortida del firmware 3.0, el Bluetooth és utilitzable amb auriculars, i també els jocs «peer to peer».
El darrere d'iPod Touch és cromat i llis, contràriament al de l'iPhone, cosa que el fa més sensible a les esgarrapades i a les ditades.

## Crítiques
Es deia que l'iPod touch i el iPhone eren exactament el mateix, només que a l'iPhone es podien realitzar trucades. Tanmateix, diversos usuaris han notat diferències entre un i un altre.
Hi va haver una sèrie de iPods que va sortir defectuós tant a la pantalla com en el so dels audiòfons, però aquest desperfecte només es va presentar en els iPods el nombre de sèrie dels quals començava per 9C736 o 9C737.
A més, Apple ha limitat el iPod touch d'una forma innecessària, havia eliminat l'opció d'agregar esdeveniments al calendari, però amb la seva nova actualització (2.1) es va agregar aquesta opció i l'App Store, que permet descarregar aplicacions directament des de l'iPod Touch.
Altres diferències són que el iPhone inclou botons físics per controlar el volum i canviar de cançó, cosa que el iPod Touch no va incorporar fins a la segona generació.
El primer iPod Touch no incloïa Bluetooth, micròfon ni altaveus, com sí que inclou el iPhone. La segona generació inclou altaveus i un dispositiu Bluetooth, el qual es creia que només era usat per a Nike+iPod. Apple va anunciar en el 2009, que amb l'actualització del microprogramari iPhone Os 3.0 per a l'iPhone i iPod touch, s'activaria el Bluetooth per a l'iPod Touch.
L'iPod Touch pot arribar a escalfar-se durant el seu ús, quan s'utilitza amb molta brillantor, i més quan s'utilitza amb la connexió Wi-Fi encesa i/o s'està carregant (a l'igual què el iPhone i altres aparells, com la PSP o el Nintendo DS.
El iPod Touch no té la capacitat de descarregar arxius pel navegador Safari, només per la iTunes store i amb programes especials com a: "iWoopie" (descàrrega de videos), DownMan (Descàrrega de tota classe d'arxius) disponibles en el AppStore.

## Aplicacions
Originalment, el iPod Touch no incloïa algunes de les aplicacions del iPhone com: Temps, Mapes, Correu, Notes i Borsa. Però des de l'actualització 1.1.3, aquestes aplicacions poden ser afegides previ pagament de $20 dòlars (17,99 €) i s'inclouria de sèrie en els nous iPods del mes de gener de 2008.
Apple va anunciar el març de 2008 l'SDK per l'iPod Touch i l'iPhone, el qual permetria instal·lar aplicacions de tercers als dispositius, aquestes hauran de ser distribuïdes a través d'iTunes. Aquesta funció vindria inclosa en una actualització disponible a partir de juny del 2008, la qual seria gratuïta per a l'iPhone i de pagament per a l'iPod Touch (9.95 dòlars) encara que hi ha una altra alternativa a aquesta actualització de pagament, com és el microprogramari 1.1.5.
En el fimware 2.0 es va incloure una aplicació que permet entrar a l'App Store, també es van agregar aplicacions que fins a aquell moment només estaven incloses en el iPhone. En la 3.0, es va agregar Spotlight (un cercador que permet trobar aplicacions, contactes, cançons i altres de manera ràpida); també es van agregar les funcions copiar, tallar i pegar, omplir automàticament formularis, una aplicació de sèrie per gravar notes de veu, i control amb veu (només la versions noves de 32 i 64 Gb).

## Especificacions
Les especificacions, d'acord amb la pàgina d'Apple:
- Material de Pantalla: Cristall Mineral
- Pantalla antiesgarrapades
- Mida de pantalla: 3,5 polzades
- Resolució de pantalla: 480 x 320 píxels a 163 píxels per polzada
- Mètode d'accés: interfície multitoc de pantalla, 2 botons per a la 1a generació o 4 botons per a la 2a i 3a generació
- Sistema Operatiu: iPhone OS
- Sistema Operatiu per a sincronització: Mac OS X 10.4.10 per a Mac o Windows XP SP2/Vista per a PC amb iTunes 7.6 o posterior
- Resposta de freqüència: Entre 20 i 20.000 Hz.
- Emmagatzemament: unitat flaix de 8, 16, 32 o 64 Gb
  - Emmagatzema fins a 10.000 o 20.000 fotos visibles en el iPod
  - Guarda fins a 10 o 20 hores de vídeo
- Wi-Fi (802.11 b/g)
- CPU: Vel. 412 MhZ (1G), 500 MhZ (2G), 600 Mhz (3G)
- RAM: 128 Mb (1G & 2G), 256 Mb (3G)
- Bateria recarregable d'ions de liti integrada (no removible).
- Autonomia:
  - Autonomia reproduint so: fins a 36 hores quan està completament carregada.
  - Autonomia reproduint vídeo: fins a 5 hores quan està completament carregada.
- Dimensions i pes:
  - Alt: 110 mm
  - Ample: 61,8 mm
  - Fons: 8,5 mm
  - Pes: 115 g

## Idiomes
Està disponible en català, alemany, coreà, xinès simplificat, xinès tradicional, danès, espanyol, finès, francès, anglès, italià, japonès, neerlandès o holandès, noruec, polonès, portuguès, suec i rus.
És compatible amb teclat internacional per a català, alemany, coreà, danès, espanyol, finès, francès, francès canadenc, anglès britànic, anglès nord-americà, italià, japonès, neerlandès, noruec, polonès, portuguès i suec, i compatible amb diccionari per a alemany, espanyol, francès, francès canadenc, anglès britànic, anglès nord-americà, italià i neerlandès.